# فومبونی
فومبونی (به لاتین: Fomboni) یک شهر در اتحاد قمر است که در موهلی واقع شده‌است.

## خصوصیات
فومبونی  ۱۸٬۲۷۷ نفر جمعیت دارد.